# Goniolimon graminifolium
Goniolimon graminifolium är en triftväxtart som först beskrevs av William Aiton, och fick sitt nu gällande namn av Pierre Edmond Boissier. Goniolimon graminifolium ingår i släktet Goniolimon och familjen triftväxter. Inga underarter finns listade i Catalogue of Life.

## Bildgalleri

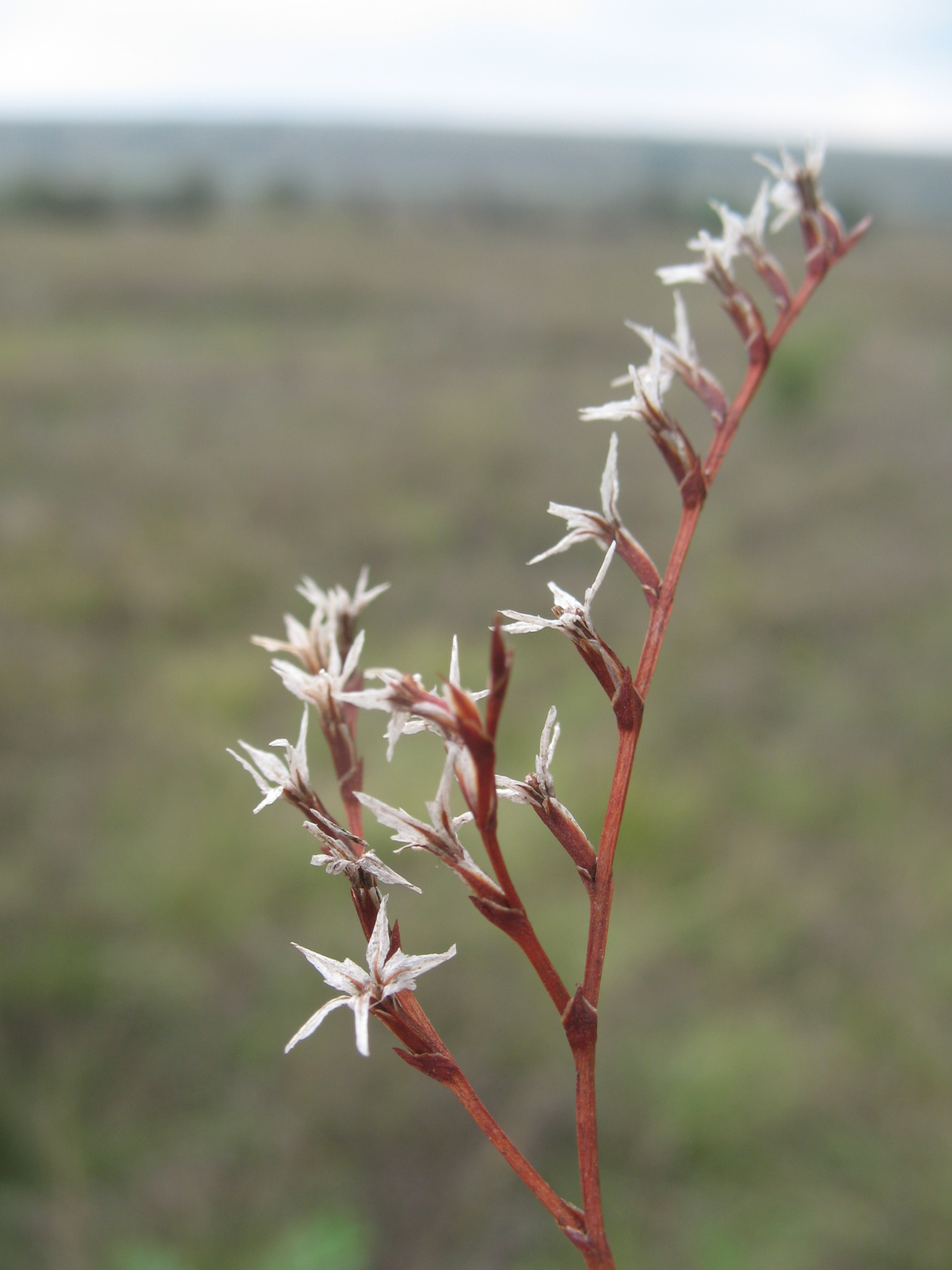
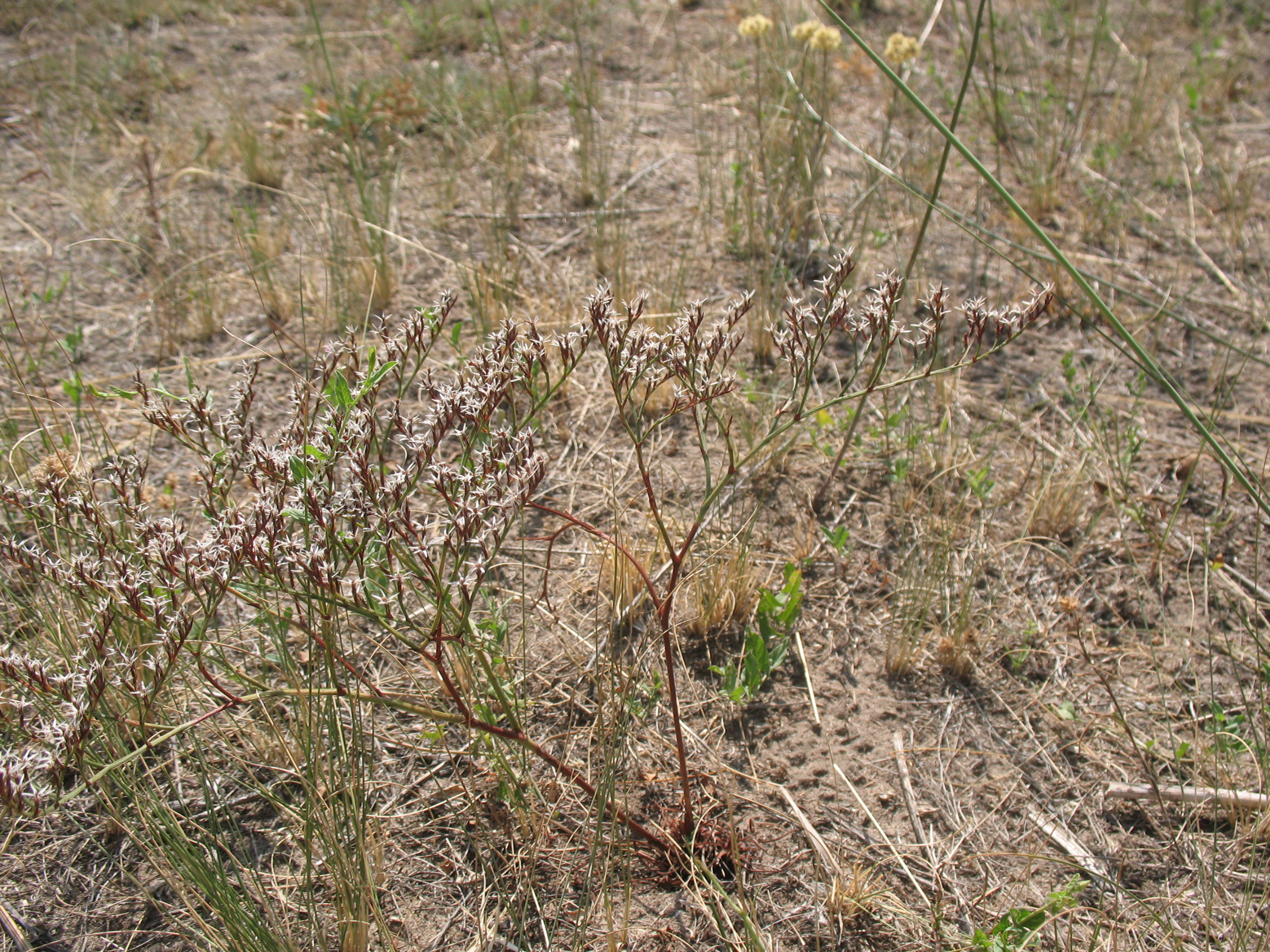